# 夏川
夏川（1918年7月—2005年），原名卢镇华、卢向晨，笔名白炎，男，直隶（今河北）平山人，中华人民共和国政治人物，曾任八一电影制片厂副厂长，西藏自治区政协副主席。